# Postrach nocy (film 1985)
Postrach nocy (tytuł oryg. Fright Night) – kultowy amerykański film fabularny (horror z elementami czarnej komedii) z 1985 roku, napisany i wyreżyserowany przez Toma Hollanda. Debiut reżyserski Hollanda.
Film okazał się sukcesem komercyjnym oraz zyskał pozytywne recenzje krytyków. W 1988 powstał jego sequel, a w 2011 remake nakręcony w 3D.

## Fabuła
W sąsiedztwie nastoletniego Charleya Brewstera zamieszkuje dwóch tajemniczych mężczyzn. Jeden z nich, Jerry Dandrige, z domu wychodzi tylko nocą, co wzbudza zainteresowania chłopaka. Któregoś wieczoru Charley z przerażeniem odkrywa, że Jerry jest wampirem. Usiłuje powiadomić o tym najbliższych, jednak jego ostrzeżenia nie zostają wzięte na poważnie. Zdesperowany nastolatek zwraca się z prośbą o pomoc do ekscentrycznego Petera Vincenta − samozwańczego „Zabójcy Wampirów”, aktora, prowadzącego program o horrorach w lokalnej telewizji.

## Obsada
- Chris Sarandon − Jerry Dandrige
- William Ragsdale − Charley Brewster
- Amanda Bearse − Amy Peterson
- Roddy McDowall − Peter Vincent
- Stephen Geoffreys − Edward „Evil Ed” Thompson
- Jonathan Stark − Billy Cole
- Dorothy Fielding − Judy Brewster
- Art J. Evans − detektyw Lennox

## Realizacja i wydanie filmu
Film realizowany był budżetem dziewięciu i pół miliona dolarów, kręcony przez blisko trzy miesiące, od 3 grudnia 1984 do 23 lutego 1985 roku. Większość kosztów produkcji została przeznaczona na efekty specjalne.
Postrach nocy był pierwszym filmem wyreżyserowanym przez Toma Hollanda oraz jego debiutanckim projektem autorskim (był też autorem scenariusza). Holland miał całkowitą kontrolę w kwestii decyzji castingowych. Jedyną sugestią, którą zaakceptował, była propozycja Guya McElwaine'a, by jedną z głównych ról odegrał jego przyjaciel, aktor Roddy McDowall. W jednym z późniejszych wywiadów, Holland wyznał, że przyjęcie McDowalla do obsady było znakomitym posunięciem.
Światowa premiera filmu miała miejsce 2 sierpnia 1985 w USA. Jeszcze w tym samym roku obraz wydano w Australii, Hiszpanii i Japonii. Lutym 1986 Postrach nocy, jako A Noite do Espanto, został zaprezentowany widzom portugalskiego Fantasporto Film Festival. 11 kwietnia '86 odbyła się londyńska premiera horroru Hollanda. W Polsce film był przebojem rynku VHS, gdzie wydany został pod tytułami Kruczoczarna noc, Noc grozy lub Noc wampirów. We wrześniu 2000 projekt opublikowano też na dyskach DVD nakładem Columbii.
Przychody z ogólnoświatowej dystrybucji filmu wyniosły 24 922 237 dolarów. Komercyjnie Postrach nocy zyskał miano najbardziej sukcesywnego horroru lata 1985 oraz drugiego (po Koszmarze z ulicy Wiązów II: Zemście Freddy’ego) najbardziej dochodowego filmu grozy roku.

## Homoerotyzm filmu
Według wielu interpretacji, film posiada wymowę homoerotyczną. Wśród czynników wpływających na ów odbiór wymienić można następujące wątki:
- wspólny wynajem domu przez Jerry’ego i Billy’ego, okazywana przez obydwu wzajemna czułość oraz zaangażowanie Billy’ego w walkę o przetrwanie Jerry’ego (okupione własną śmiercią). Brak zainteresowania Jerry’ego zachwyconego nim kobietami. Wszystkie wymienione wątki prowadzą do spekulacji na temat homoseksualizmu obu[4][5][7];
- postać Evil Eda oraz jego przemiana w wampira dokonana przez Jerry’ego („Nie musisz się mnie obawiać. Wiem, jak to jest, gdy jesteś inny. (...) Chwyć moją dłoń”)[4][5];
- wstrzemięźliwość Amy w stosunku do swojego chłopaka oraz możliwość odwrócenia uwagi od uwodzicielskiej hipnozy Jerry’ego (sugerowane lesbijstwo bohaterki).

Homoerotyzm w Postrachu nocy porównywalny jest do aury wzajemnej męskiej adoracji w innych horrorach o wampirycznej fabule: Straconych chłopcach (The Lost Boys, 1987) oraz Straconych (The Forsaken, 2001).

## Nagrody i wyróżnienia
- 1986, Academy of Science Fiction, Fantasy & Horror Films, USA:
  - nagroda Saturna w kategorii najlepszy horror
  - nagroda Saturna w kategorii najlepszy aktor drugoplanowy (nagrodzony: Roddy McDowall)
  - nagroda Saturna w kategorii najlepszy scenariusz (Tom Holland)
  - nominacja do nagrody Saturna w kategorii najlepszy aktor (Chris Sarandon)
  - nominacja do nagrody Saturna w kategorii najlepsza reżyseria (Tom Holland)
  - nominacja do nagrody Saturna w kategorii najlepsze efekty specjalne (Richard Edlund)
- 1986, Avoriaz Fantastic Film Festival:
  - nagroda im. Dario Argento (Tom Holland)
- 1986, Fantasporto Film Festival:
  - Nagroda Specjalna Krytyków (Tom Holland)
  - nominacja do nagrody International Fantasy Film w kategorii najlepszy film (Tom Holland)

## Soundtrack
W 1985 opublikowano album ze ścieżką dźwiękową z filmu, Fright Night: Original Motion Picture Soundtrack. Na wydanym nakładem wytwórni Private I krążku zawarte zostały utwory muzyczne wykorzystane w filmie. Wszystkie piosenki utrzymane są w konwencji muzyki rockowej i new wave.

### Lista utworów
1. „Fright Night”  – The J. Geils Band (3:45)
2. „You Can't Hide from the Beast Inside” – Autograph (4:14)
3. „Good Man in a Bad Time” – Ian Hunter (3:41)
4. „Rock Myself to Sleep” – April Wine (2:57)
5. „Let's Talk” – Devo (2:52)
6. „Armies of the Night” – Sparks (4:34)
7. „Give It Up” – Evelyn „Champagne” King (3:43)
8. „Save Me Tonight” – White Sister (4:22)
9. „Boppin' Tonight” – Fabulous Fontaines (3:10)
10. „Come to Me” – Brad Fiedel (3:54)

## Wpływ na popkulturę
Sukces filmu Postrach nocy odcisnął swoje piętno na kulturze masowej lat osiemdziesiątych. Powszechnie kojarzonym, bo spopularyzowanym cytatem z horroru było zdanie wypowiadane przez Edwarda „Evil Eda” Thompsona: „Oh, You’re so cool, Brewster!”. Jeszcze w 1985 wydawnictwo TOR Books opublikowało nowelizację filmu Fright Night napisaną przez Craiga Spectora i Johna Skippa. Pod tym samym tytułem wydawany był przez NOW Comics komiks; od 1988 do lipca 1990 wydane zostały dwadzieścia dwa numery komiksu. Jeszcze w 1988 miała miejsce premiera gry komputerowej, w której gracz wcielał się w rolę Jerry’ego Dandrige'a i za cel miał przemianę swoich ofiar w wampiry przed świtem.
Postrach nocy to kultowy tytuł wśród fanów horrorów komediowych, jak i jeden z klasycznych filmów grozy lat 80.